# Speculum błonkówek
Speculum – element anatomiczny szkieletu śródtułowia niektórych owadów z rzędu błonkówek i infrarzędu owadziarek.
Speculum znajduje się na grzbietowo-bocznej części mezosomy, poniżej przedniego skrzydła, stanowiąc część mezopleury, a konkretnie grzbietową część mezepimeronu. Zewnętrznie ma zwykle postać nieco wysklepionego, gładkiego rejonu oskórka, a wewnętrznie postać wklęśnięcia. Od dolnej części mezepimeronu odgraniczone może być zewnętrznie bruzdą transepimeralną, linią transepimeralną, dołkiem transepimeralnym lub wciskiem na uda (ang. femoral depression). Po stronie wewnętrznej od tyłu wygraniczone jest zawsze listewką mezepimeralną. Przednia krawędź speculum może być po stronie wewnętrznej wykształcona w apodemę, której po stronie zewnętrznej odpowiada bruzda prespekularna (łac. sulcus praespecularis). U niektórych Scelionidae apodema ta zlana jest z apodemą pleuralną, w jedną wklęsłą strukturę ukośną, u innych rozciąga się ku dołowi aż po panewki środkowych bioder i wówczas od zewnątrz odpowiada jej szew (bruzda) transpleuralny (łac. sulcus transpleuralis).
Speculum służy za miejsce przyczepu przedniego mięśnia mezopleuro-mezofurkalnego (łac. musculus mesopleuro-mesofurcalis anterior).
Struktura ta występuje m.in. u niektórych galasówek, gąsieniczników i Platygastroidea; u bleskotek nazywana jest górnym mezepimeronem.